# Adonisea concinna
Adonisea concinna là một loài bướm đêm trong họ Noctuidae.